# Univers (Cameroun)
Pour les articles homonymes, voir Univers (homonymie).
Univers est un parti politique camerounais, créé le 28 mars 1991 par Dieudonné Atangana. Le parti est présidé par Prosper Nkou Mvondo.

## Histoire
Le parti Univers a été créé en 1991 avec à sa tête Dieudonné Atangana. Son siège est à Ngaoundéré.  
Le parti se fait connaitre en 2013 après l'adhésion de Prosper Nkou Mvondo, à la suite de sa démission médiatisée du RDPC.   
élections municipales de 2020
En 2018, Univers investit Cabral Libii, fondateur du mouvement 11 millions d'électeurs, comme candidat pour l'élection présidentielle camerounaise de la même année. Cette investiture fait suite à une convention entre le parti Univers et le mouvement Onze millions de citoyens; dans laquelle Univers s’engage à présenter aux élections présidentielles, législatives et municipales les candidats proposés par le mouvement Onze millions de citoyens. 
En septembre 2024, le parti investit l'avocat Akéré Muna comme son candidat à la présidentielle camerounaise de 2025,. 